# Hyères
Hyères is een Franse gemeente gelegen op iets meer dan 800 km afstand ten zuiden van Parijs in het departement Var, regio Provence-Alpes-Côte d'Azur (PACA). De gemeente telde 55.384 inwoners op 1 januari 2022. De stad is kantonhoofdplaats en maakt deel uit van het arrondissement Toulon. De stad ligt aan de Middellandse Zee ter hoogte van de monding van de Gapeau.
De stad draagt ook de naam Hyères-les-Palmiers wegens de aanplant van duizenden palmbomen langs de straten.
Het was in deze stad dat de schrijver Stephen Liégeard in 1887 voor het eerst de uitdrukking Côte d'Azur (azurenkust) gebruikte.

## Geschiedenis
Ten zuiden van de stad aan de rand van de zee werden opgravingen verricht. Die zouden erop wijzen dat op de plaats die men vandaag l'Almanarre noemt, een Griekse handelspost zou gevestigd geweest zijn, die rond 325 v.C. gesticht werd door inwoners van Marseille en die de naam Olbia (de gelukkige) droeg. Hierop zou een Romeins gehucht gevolgd zijn en in de middeleeuwen ook een klooster voor vrouwen, Sint-Pieter van Almanarre.
Deze site werd vervolgens opgegeven ten gunste van de heuvel Colline de Castéou alwaar de Heren van Fos in de 11e eeuw hun kasteel bouwden. De landbouwopbrengsten alsook de aanwezigheid van zeezoutwinningen maakte van Hyères een belangrijke plaats. Zijn haven van l'Aguyade, die nadien dichtslibde, was een uitvalsbasis voor de kruisvaarten. De Heilige Lodewijk ontscheepte hier in 1254 bij zijn terugkeer van de Zevende Kruistocht. Kort daarop ging de stad over in de handen van de graven van Provence. Karel I van Napels liet het kasteel aanpassen. Het feodaal kasteel werd na de Hugenotenoorlogen ontmanteld in 1620 op bevel van Lodewijk XIII en de stad kwam in verval ten gunste van Toulon.

### Îles d'Hyères
In de loop van de eeuwen zijn de Îles d'Hyères bewoond geweest door Grieken en Romeinen, door de monniken van Lérins en zeerovers uit Noord-Afrika. Lodewijk XIV bouwde er forten en in de nacht van 14 augustus 1944 landden er Amerikaanse troepen die het Duitse geschut vernietigden en ’s anderdaags hun invasie van de Zuid-Franse kust begonnen.

### Moderne tijd

Boulevard des Palmiers (1890)

De stad kende een hernieuwde ontwikkeling dankzij de opkomst van het toerisme. Reeds vanaf de 18de en 19de eeuw was er een sterke opleving als gevolg van de komst van rijke Engelsen en welgestelden uit de rest van Europa die hier een uitverkoren winterverblijf zochten. Hierdoor wordt Hyères beschouwd als het oudste kuuroord van de Azurenkust. Hyères was in die tijd meer gericht op het landelijke leven dan op de zee. Rond het midden van de 19e eeuw maakte de bloementeelt (met name de teelt van viooltjes) opgang in de streek rond Hyères. Dankzij de spoorweg konden de bloemen worden vervoerd naar de rest van Frankrijk en ook het buitenland.
Pas in de 20ste eeuw werd er geïnvesteerd in de aanleg van aangename stranden en werd Hyères zowel ’s zomers als ’s winters een druk bezochte badplaats. Hyères stond vlug bekend als badstad die zijn uitstekende ligging en gunstig klimaat wist aan te wenden ten behoeve van zieken en wanhopigen. De stad draagt ook de naam Hyères-les-Palmiers wegens de aanplant van duizenden palmbomen langs de straten.

## Geografie
De oppervlakte van Hyères bedroeg op 1 januari 2022 132,38 vierkante kilometer; de bevolkingsdichtheid was toen 418,4 inwoners per km².
De gemeente Hyères omvat buiten het presqu'île de Giens (schiereiland Giens) ook de Îles d'Hyères (eilanden van Hyères), ook de Îles d'Or (gouden eilanden) genoemd. Het betreft de eilanden Porquerolles, Port-Cros en het Île du Levant.
De stad omvat verder ook nog een aantal wijken zoals Gien, La Capte, L’Almanarre, l'Ayguyade, Le Pyanet, Costebelle en de Salins-d’Hyères.
De stad bezet een kustlijn van 39 km en is het zuidelijkst gelegen van de Provence.
De onderstaande kaart toont de ligging van Hyères met de belangrijkste infrastructuur en aangrenzende gemeenten.

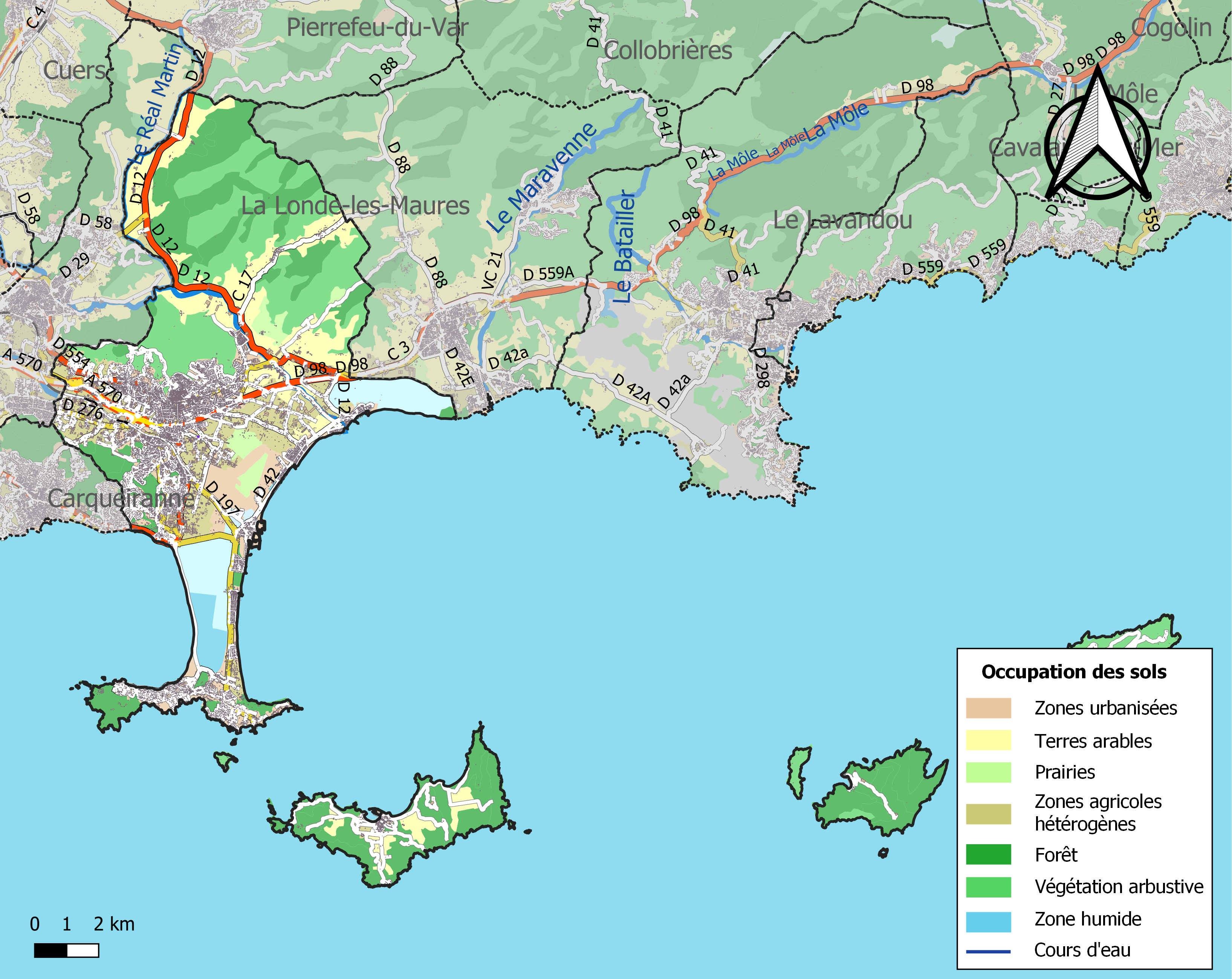

## Demografie
Onderstaande figuur toont het verloop van het inwonertal (bron: INSEE-tellingen).

## Klimaat
Hyères geniet van een mediterraan klimaat met warme en droge zomers, zachte en relatief natte winters. In de baai kan hevige wind voorkomen. Het record
werd genoteerd op 28 november 1983 met een snelheid van 148 km/u.
De Mistral blaast soms niettegenstaande de gemeente langs noordelijke zijde afgeschermd wordt door het massif des Maures. Hyères is soms blootgesteld aan de Levant die de baai binnenwaait tussen Port-Cros en Cap Bénat. De Sirocco wordt wel afgeweerd door het Presqu’île de Giens en het eiland Porquerolles.
De gemiddelde jaartemperatuur bedraagt 15,9°C. De gemiddelde maximale temperatuur bedraagt 20,1°C en de minimale 11,8°C. In juli en augustus bedraagt de gemiddelde maximale temperatuur 29°C en 6°C in januari en februari. Deze zachte temperaturen houden verband met de nabijheid van de Middellandse Zee.
Vriesdagen zijn eerder zeldzaam, maar op 10 februari 1986 werd toch een temperatuur opgemeten van -7,5°C waar tegenover staat dat op 7 juli 1982 een temperatuur werd vastgesteld van 40,1°C. Het gemiddeld aantal zonuren per jaar ligt rond de 2900.
De neerslag bedraagt 665 mm per jaar met slechts 6 mm in juli en rond de 95 mm in oktober.

## Bezienswaardigheden

### In het oude stadsgedeelte
- Boven op de heuvel, de ruïnes van het feodaal kasteel (Château des Aires)
- Tegen de heuvel, de Sint-Pauluskerk (12e eeuw en vergroot in de 14e eeuw)
- Het Massillonplein met de Tempelierstoren (12e eeuw)
- De Massillonpoort
- De Place de la République
- De kerk van Saint-Louis

### In het stadscentrum
- Het casino, Casino des Palmiers
- De Tunesische Villa (villa Tunisienne)
- De Villa in Moorse stijl (villa Mauresque)
- Het Stalingradsquare
- Villa Noailles (20e eeuw)

### Aan zee
- Giens (badplaats op het schiereiland)
- De grootste plezierhaven, Le Port Saint-Pierre
- De Tour Fondue, fort aan de rand van de zee
- De wijk l'Ayguade
- De wijk Les Salins d'Hyères
- Het haventje Port Pothuau
- Route du sel

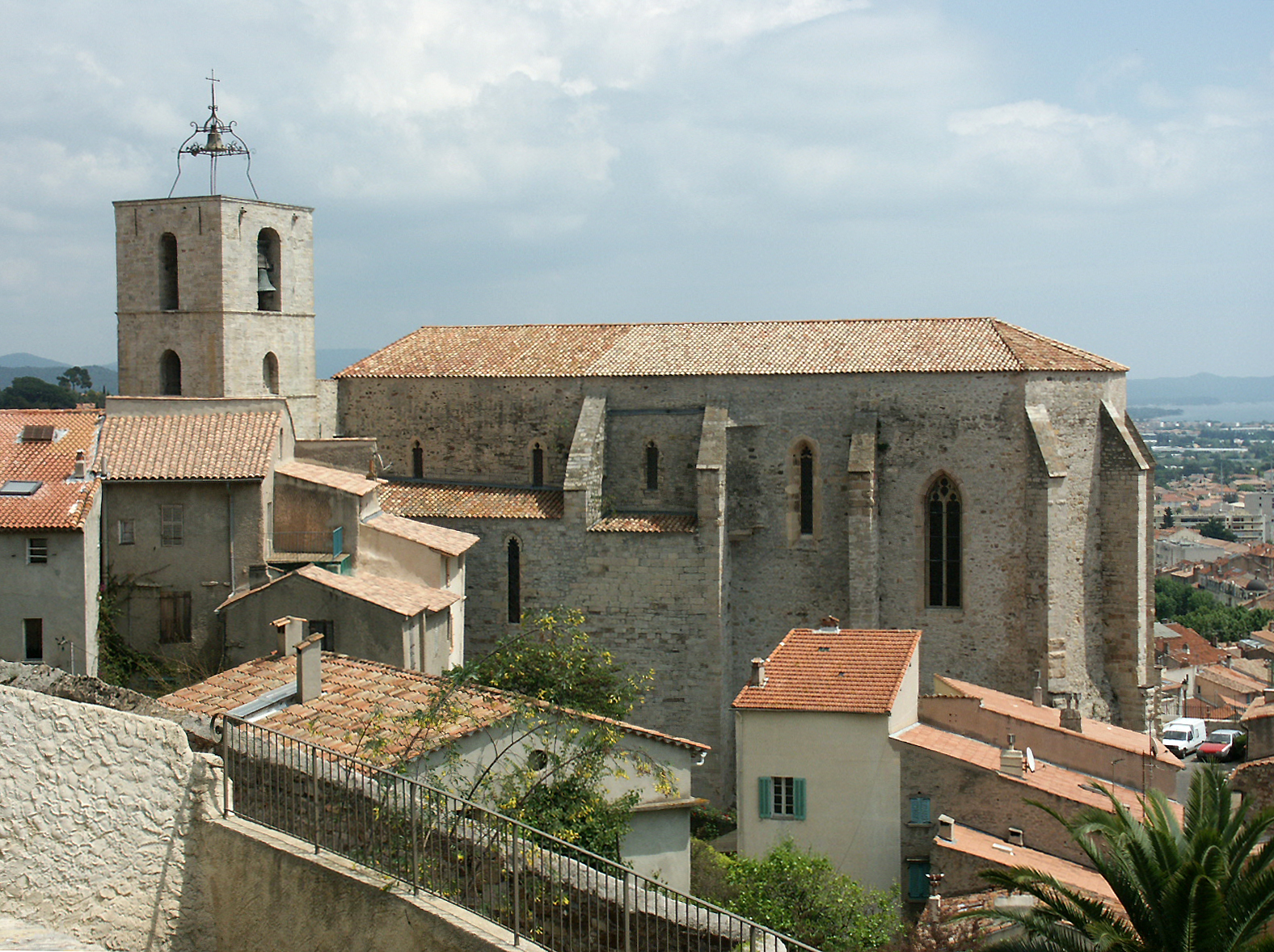
Sint-Pauluskerk
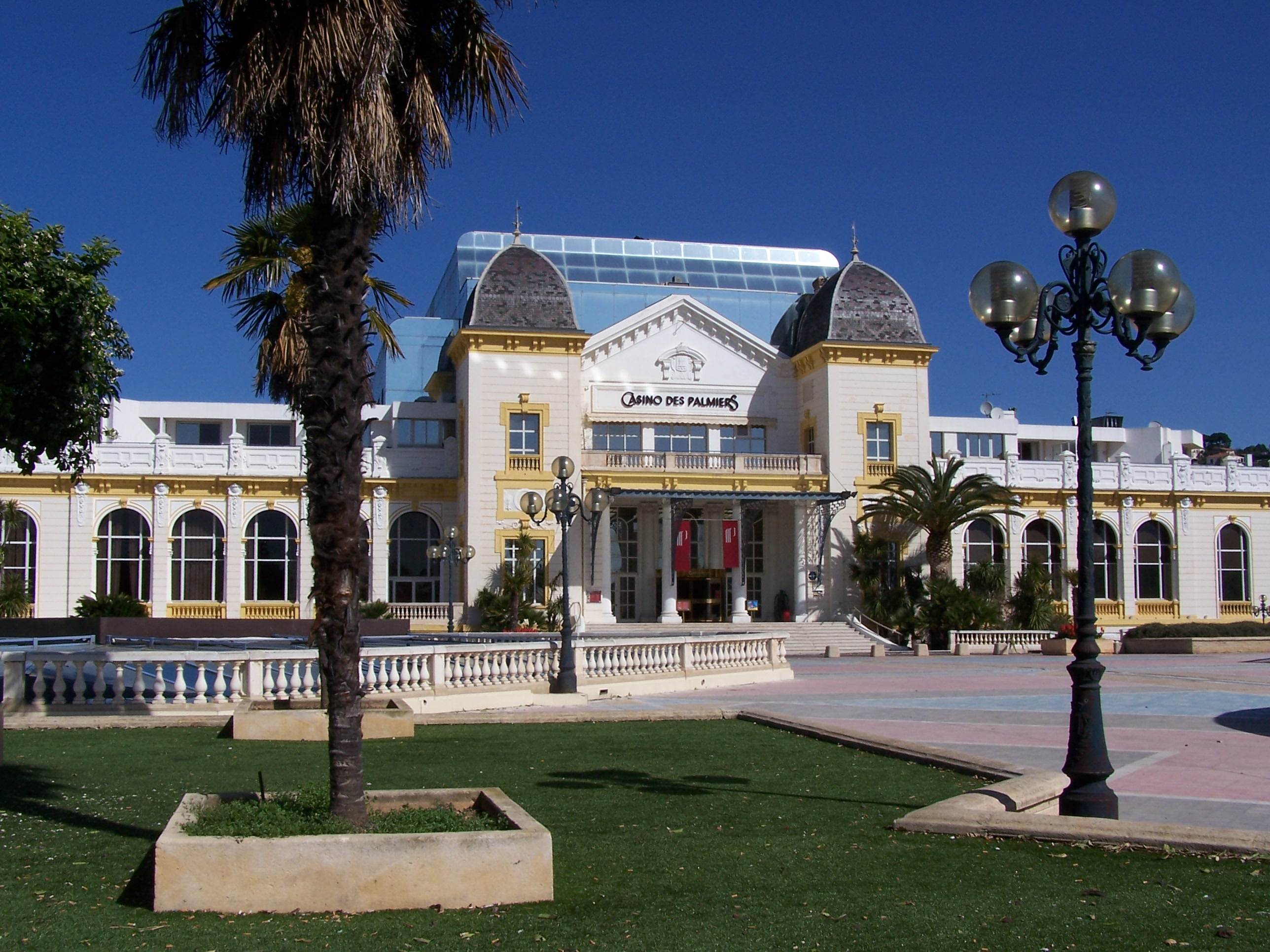
Casino des Palmiers
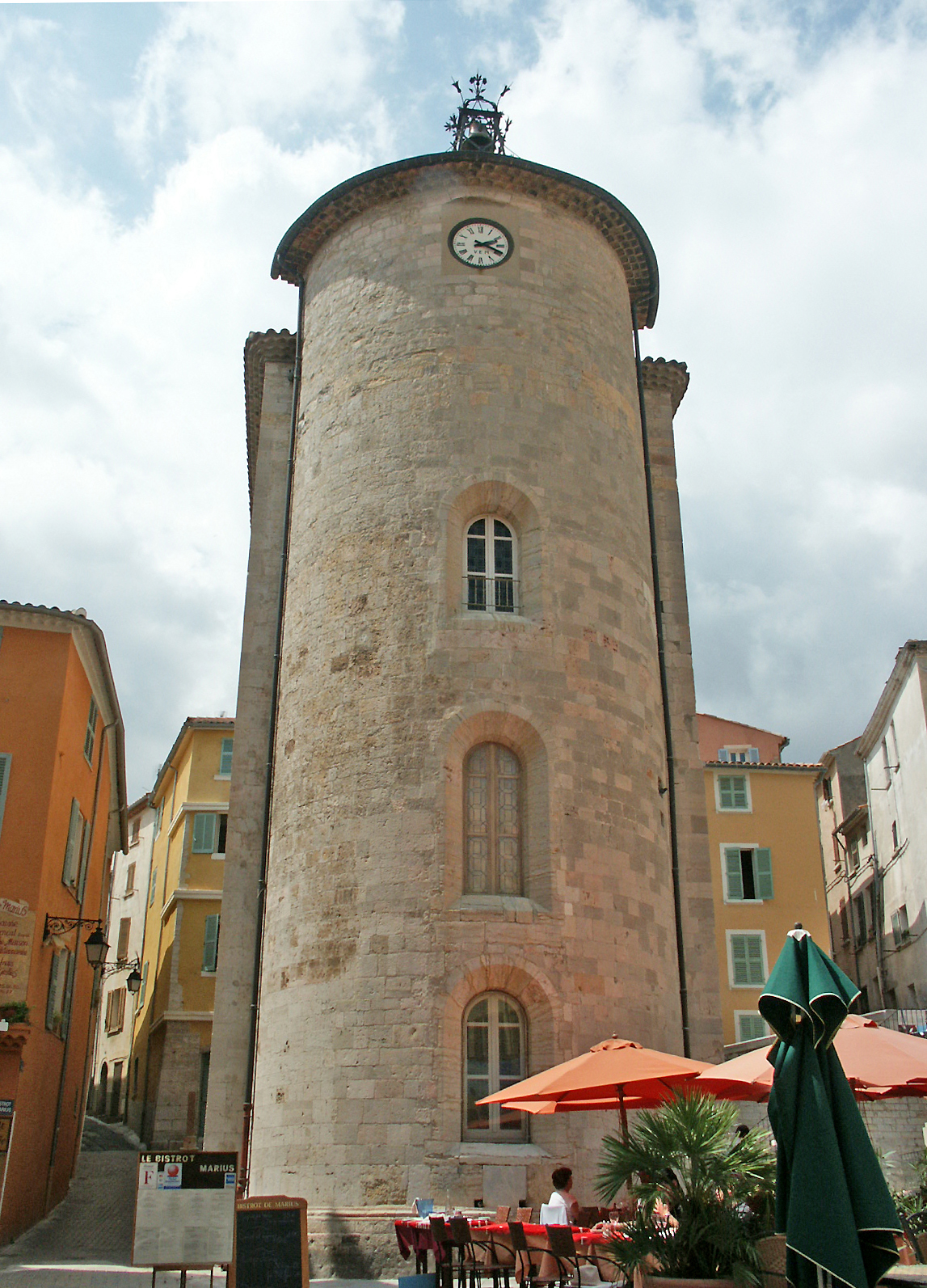
Tempelierstoren op het Massillonplein
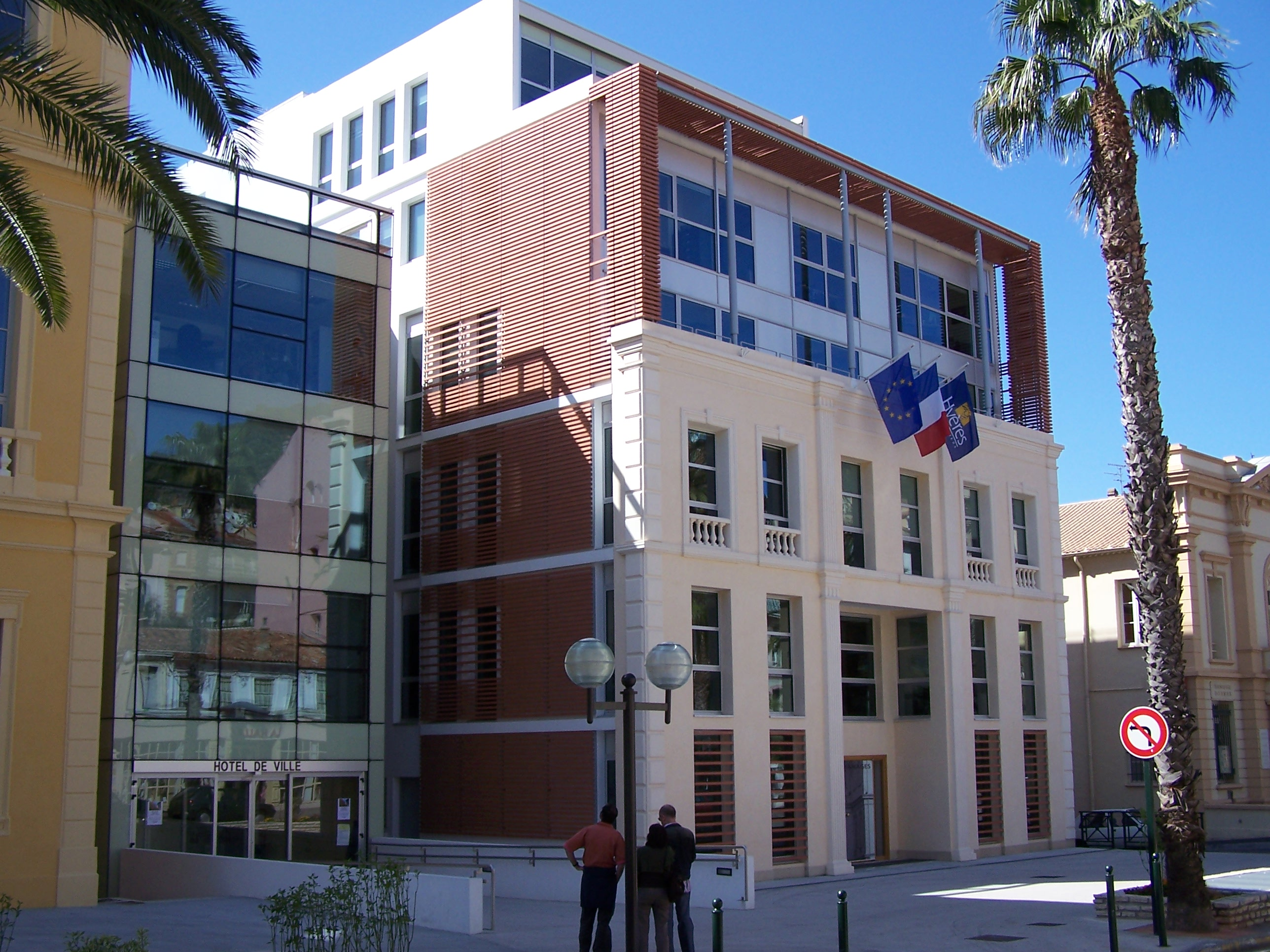
Nieuw stadhuis (mairie)
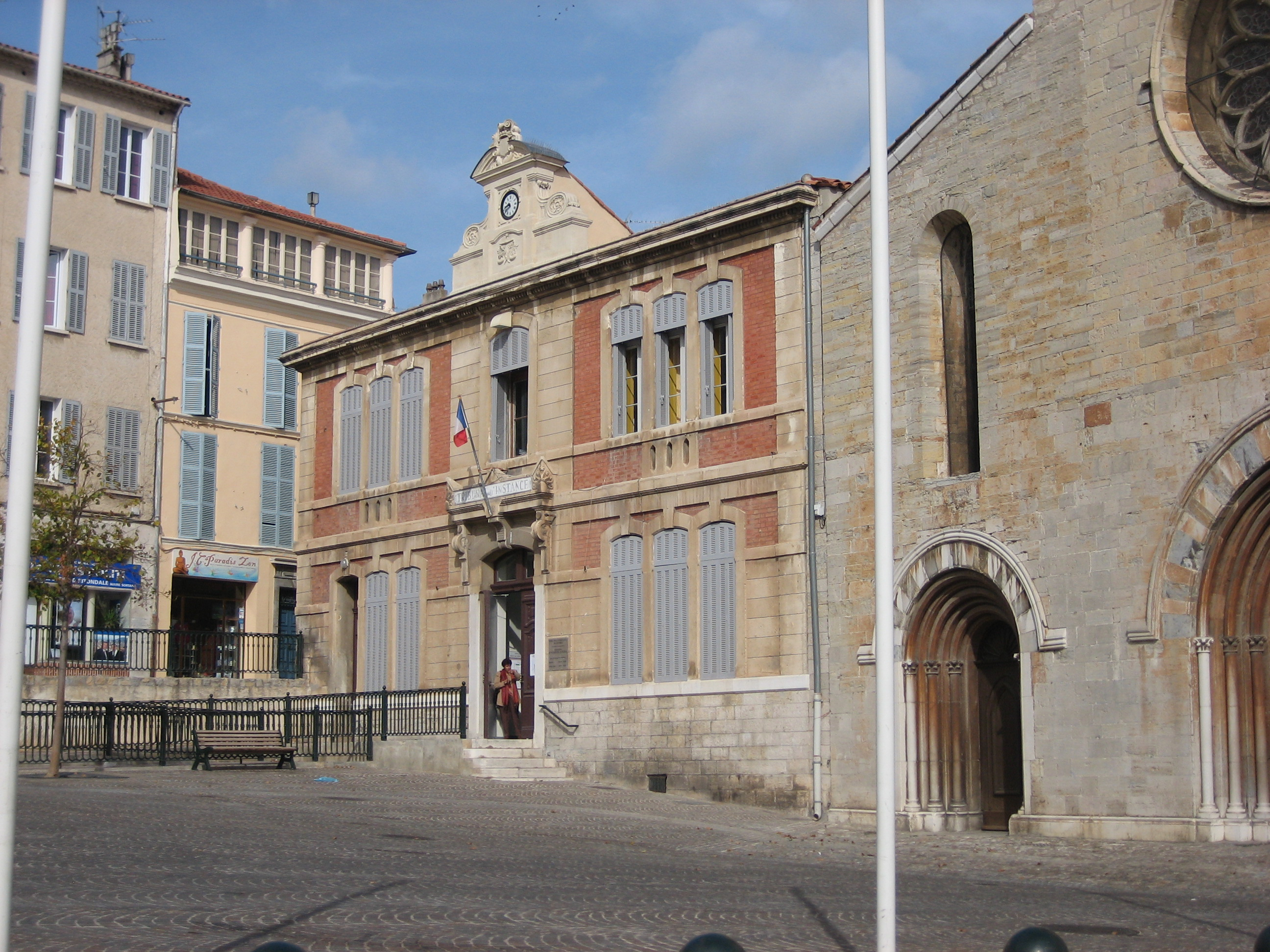
Place de la République
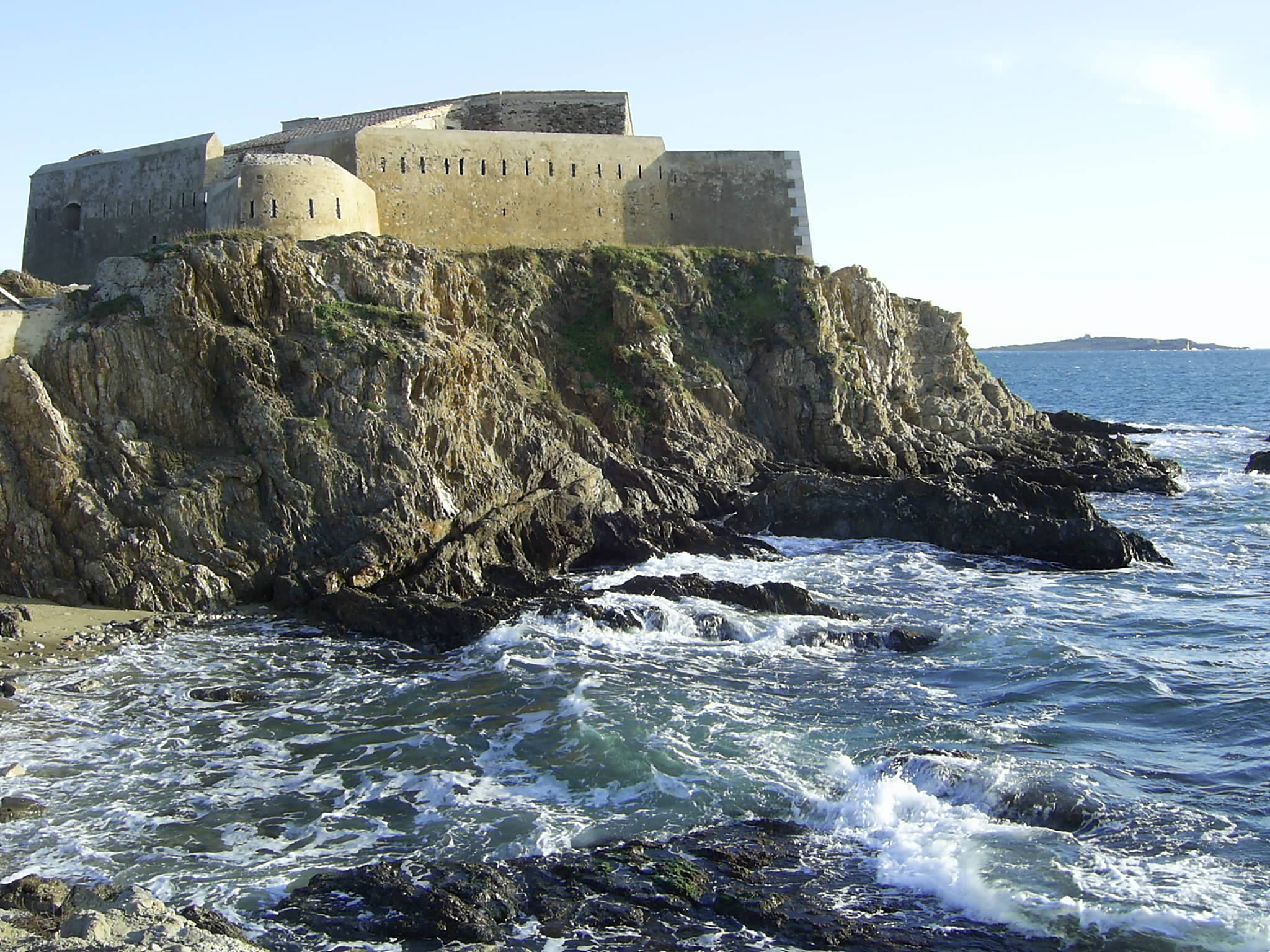
Tour Fondue

## Verkeer en vervoer

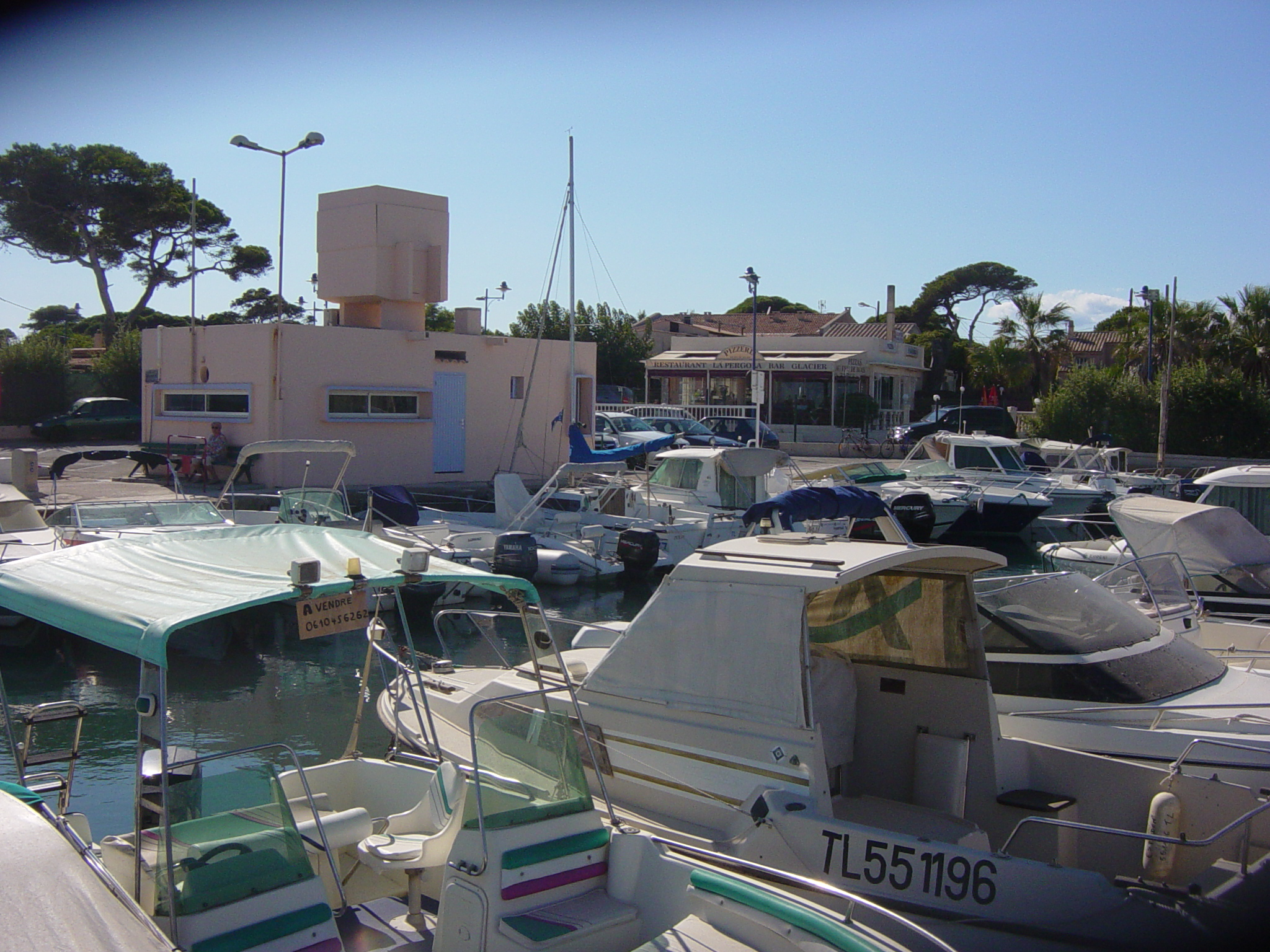
Haven van La Capte

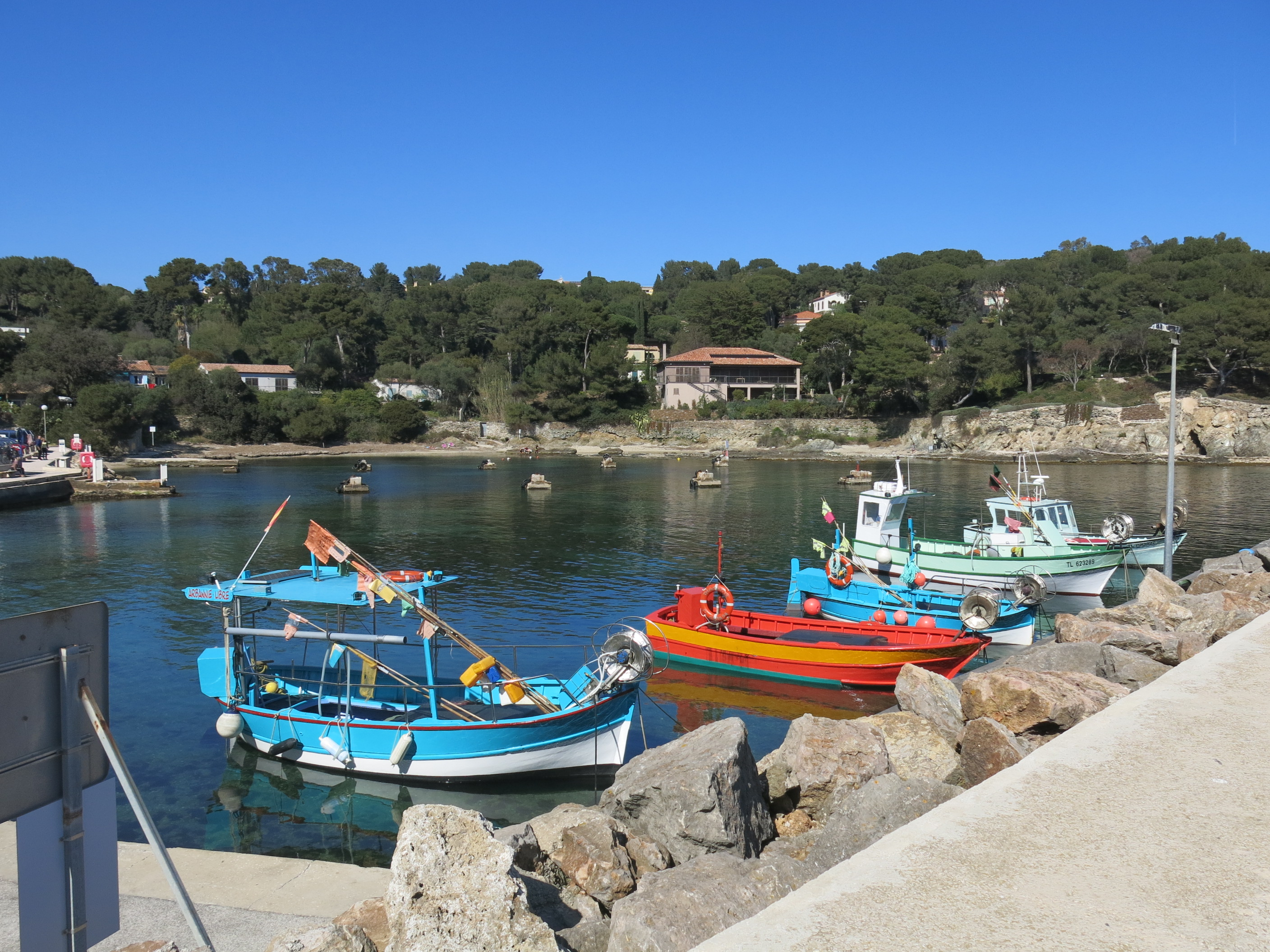
Haven van Niel

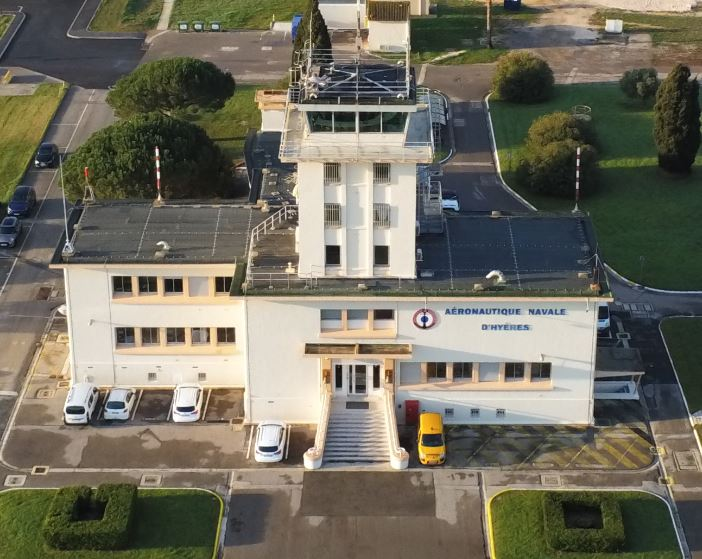
Controletoren van de Base d'aéronautique navale d'Hyères Le Palyvestre

### Wegen
Uit het oosten:
- de D559 uit Fréjus
- de N98 uit La-Londe-les-Maures

Uit het westen:
- de D559 en de autostrade A570 uit Toulon
- de D554 uit La Crau

Uit het noorden:
- de D12 naar Brignoles

Lokaal:
- de D197 richting schiereiland Giens
- de D42 richting l'Ayguade

### Spoorwegen
Vanuit het nabijgelegen Toulon bestaat er een spoorwegverbinding. Het SNCF spoorwegstation van Hyères wordt bediend door de TER (Trains Express Régionaux) en de TGV met dagelijks een rechtstreekse verbinding naar Parijs.

### Busstation
In het centrum van de stad, nabij het Casino, ligt het busstation van waar er buslijnen vertrekken westwaarts naar Toulon zowel landinwaarts als langs de kust. Van hieruit vertrekken eveneens buslijnen in oostelijke richting naar La Londe, Bormes en zelfs tot Saint-Tropez.

### Havens
De pleziervaart in Hyères is een van de actiefste van het departement dankzij de bijzondere bescherming die de baai van Hyères geniet. Deze immense baai van 27.000 ha is langs de zuidoostelijke zijde immers afgeschermd door de eilanden van Hyères.
De port Saint Pierre beslaat een wateroppervlakte van 17 ha en bestaat uit 4 bassins. Alle moderne voorzieningen nodig voor de moderne pleziervaart zijn aanwezig.
Op de continentale kust van Hyères zijn er nog 6 havens en op de eilanden bestaan nog eens 3 havens.

### Luchthaven
Op het grondgebied van Hyères ligt een luchthaven voor dubbel gebruik:
- voor de burgerluchtvaart, Luchthaven Toulon-Hyères
- voor de luchtmacht, Base d'aéronautique navale d'Hyères Le Palyvestre (BAN)

## Sport
Hyères is één keer etappeplaats geweest in de wielerkoers Ronde van Frankrijk. In 1964 won de Nederlander Jan Janssen er een etappe. Voormalig tourwinnaar Lucien Aimar is in Hyères geboren.

## Geboren
- Jean-Paul Mauric (1933-1971), zanger
- Lucien Aimar (1941), voormalig wielrenner, Tourwinnaar 1966
- Sébastien Sansoni (30 januari 1978), voetballer
- Fabien Sanchez (3 maart 1983), wielrenner
- Clément Davy (17 juli 1998), wielrenner

## Overleden
- Friedrich Rudolf Simon (1828-1862), Zwitserse kunstschilder
- Leonardus Antonius Lightenvelt (1795-1873), Nederlandse politicus
- Marguerite Roesgen-Champion (1894-1976), Zwitserse pianiste en componiste
- Renée von Balthasar (1908-1986), Zwitserse onderwijzeres en religieuze

## Verbroederingen en partnerschap
- Rottweil
- Koekelberg
- Cuneo